# افتادن گنهکاران به دوزخ
افتادن گنهکاران به دوزخ یک نقاشی رنگ روغن از هنرمند هلندی هیرونیموس بوش است که قبل از سال ۱۴۹۰ میلادی کشیده شده‌است. این اثر هم‌اکنون در گالری دل‌آکادمیا واقع در ونیز ایتالیا نگهداری می‌شود.
این اثر بخشی از یک تابلوی چندلتی به نام چشم‌اندازهای آخرت است که لت‌های دیگر آن شامل نقاشی‌های عروج نیکان، بهشت زمینی و دوزخ است.